# Giacomo Altoè
Giacomo Altoè (Adria, 5 oktober 2000) is een Italiaans autocoureur.

## Carrière
Altoè begon zijn autosportcarrière in het karting in 2015. In 2016 maakte hij zijn debuut in het formuleracing in het Italiaanse Formule 4-kampioenschap, waarin hij uitkwam voor het team Bhaitech Engineering. Met twee zevende plaatsen op het Misano World Circuit Marco Simoncelli en het Autodromo Nazionale Monza als beste resultaten eindigde hij op de 22e plaats in het kampioenschap met 21 punten.
In 2017 verliet Altoè na één seizoen de formulewagens om te rijden in de toerwagens, waarbij hij debuteerde in de TCR Middle East Series tijdens het tweede raceweekend op het Yas Marina Circuit bij het team Top Run Motorsport in een Subaru WRX STi TCR. Tijdens het derde en laatste raceweekend op het Bahrain International Circuit maakte hij de overstap naar het Liqui Moly Team Engstler, waarin hij uitkwam in een Volkswagen Golf GTI TCR. Met twee podiumplaatsen werd hij vijfde in de eindstand met 46 punten. Later dat jaar maakte hij de overstap naar de TCR International Series, waarin hij voor WestCoast Racing uitkwam in een Volkswagen Golf.